# Cinnamomum osmophloeum
Cinnamomum osmophloeum Kaneh. – gatunek rośliny z rodziny wawrzynowatych (Lauraceae Juss.). Występuje naturalnie na Tajwanie. 

## Morfologia
PokrójZimozielone drzewo o nagich gałęziach.
LiścieNaprzemianległe lub prawie naprzeciwległe. Mają kształt od owalnego do owalnie lancetowatego lub podłużnego. Mierzą 8–12 cm długości oraz 3,5–5,5 cm szerokości. Są nagie. Nasada liścia jest od zaokrąglonej do rozwartej. Blaszka liściowa jest o ostrym lub spiczastym wierzchołku. Ogonek liściowy jest nagi i dorasta do 10 mm długości.
KwiatySą niepozorne, obupłciowe, zebrane po kilka w luźne wiechy, rozwijają się w kątach pędów. Pojedyncze kwiaty są mniej lub bardziej owłosione.
OwoceMają jajowaty kształt, osiągają 10 mm długości i 5 mm szerokości.

## Biologia i ekologia
Rośnie w wiecznie zielonych lasach. Występuje na wysokości od 400 do 1500 m n.p.m. Kwitnie od kwietnia do maja, natomiast owoce dojrzewają od lipca do września.